# 中華民國自行車騎士協會
中華民國自行車騎士協會（英文：Taiwan Cyclist Federation）是1999年7月25日成立，總部在台灣新北市新店區的社團法人運動組織，著名賽事為「臺灣自行車登山王挑戰」，且現為日本運動雜誌《單車俱樂部》的國際中文版編譯與發行單位。
英文名稱選用「Cyclist」是基於國際眾多自行車組織以「服務自行車手」為準則而取名。

## 歷任理事長
部分資料來源：內政部人民團體數位櫃台資料庫
- 陳春發
- 董俊仁[2]
- 盧瑞山（2021年1月12日─2025年1月11日）[3]

## 協會相關榮譽
- 日本石川縣親善大使（陳春發、何麗卿）[4]

## 著名賽事或活動
- 臺灣自行車登山王挑戰[2]
- 環大臺北自行車挑戰[3][5]
- 台灣環島活動（依照參加者內容或主題可能有所差異）

## 資料來源
1. ↑  .   [2025-02-07]. （原始内容存档于2025-01-25）.
2. 1 2  . 今周刊. 2020-08-01  [2025-02-07]. （原始内容存档于2022-12-02） （中文（臺灣））.
3. 1 2  . 自行車筆記. 2022-10-01  [2025-02-07]. （原始内容存档于2025-02-07）.
4. ↑  官方臉書
5. ↑  徐薇淳. . 民生頭條. 2022-10-01  [2025-02-07]. （原始内容存档于2024-09-13）.